# Boliden
Boliden est une localité de Suède, située dans la commune de Skellefteå, dans le comté de Västerbotten. 1 566 personnes y vivent en 2010.
L'entreprise suédoise Boliden AB y a été fondée.